# Поперс
Поперс (или попер) је жаргонски израз који се односи на рекреативне дроге које припадају породици хемијских једињења алкил нитрита. Када се испарења ових супстанци удишу, делују као снажни вазодилататори, изазивајући благу еуфорију, топлину и вртоглавицу. Већина ефеката има брз почетак и кратког је дејства. Сматра се да је рекреативна употреба потенцијално опасна за особе са срчаним проблемима, анемијом и глаукомом. Пријављени нежељени ефекти чине несвестица, токсичност ретине и губитак вида.